# Aldingham
Aldingham è un villaggio con status di parrocchia civile della costa nord-occidentale dell'Inghilterra, facente parte della contea della Cumbria e del distretto di South Lakeland e situato nella penisola di Furness, dove si affaccia sulla baia di Morecambe (Morecambe Bay). Conta una popolazione di circa 1.100-1.200 abitanti.

## Geografia fisica
Aldingham si trova nella parte sud-orientale della penisola di Furness, a sud di Ulverston e ad est di Barrow-in-Furness e tra le località di Dalton-in-Furness e Rampside (rispettivamente a sud/sud-est della prima e a nord della seconda). Da Ulverston dista circa 6 miglia e da Barrow-in-Furness circa 8 miglia.

## Storia
Il villaggio è menzionato già nel Domesday Book (XI secolo).
A partire dagli inizi del XII secolo, Aldingham divenne la sede dei signori di Aldingham e Muchland, come dimostrano due siti medievali.
Agli inizi del XIX secolo, risiedevano ad Aldingham circa 600 persone.

## Monumenti e luoghi d'interesse

### Architetture religiose

#### Chiesa di San Cuthbert
Principale edificio religioso di Aldingham è la chiesa dedicata a San Cutberto di Lindisfarne, eretta nel XII secolo ed ampliata nel corso del XIII secolo e nel 1350 (quando fu aggiunta la torre).

### Architetture militari
Altro punto d'interesse è rappresentato dalle rovine di un castello, eretto come fortificazione nel 1102 da Roger the Poitevin e trasformato successivamente, sempre nel corso del XII secolo, in un motte e bailey dalla famiglia Fleming, che poi abbandonò l'edificio nel secolo successivo.

### Architetture civili

#### Aldingham Hall
Altro edificio d'interesse è rappresentato da Aldingham Hall, una residenza costruita nel 1846-1859 per il reverendo John Stonard su progetto di Matthew Digby Wyatt e rimasta incompleta.

## Società

### Evoluzione demografica
Nel 2016, la popolazione stimata della parrocchia civile di Aldingham era pari a 1.191 abitanti, di cui 598 erano donne e 593 erano donne. La popolazione al di sotto dei 18 anni era pari 187 unità.
La parrocchia civile ha conosciuto un incremento demografico rispetto al 2011, quando la popolazione censita era pari a 1.105 unità (dato in ribasso rispetto al 2001, quando la popolazione censita era pari a 1.183 abitanti).

## Geografia antropica

### Suddivisioni amministrative
Villaggi della parrocchia civile di Aldingham
- Aldingham
- Baycliff
- Gleaston
- Leece